# Zank
Zank (arabsky ضنك‎ Ḍank‎ ) je město a vilájet v Sultanátu Omán ležící ve středu regionu ad-Zahíra. Při sčítání lidu v roce 2003 dosahoval počet obyvatel počtu 16 622 lidí. Na jeho území se nachází 48 vesnic. V minulosti byl středem zájmů imámů, kteří zde vybudovali mnoho staveb, hlavně faladž al-Bazili (postavený za vlády Saífa bin Sultána al-Jarubiho) a Imámovu pevnost. Turisticky atraktivními jsou i další pevnosti – al-Džafrá, al-Subajcha a Balat – a vádí – al-Fath, Kumajra a Zank. Vilájet disponuje faladži se zdroji podzemní vody a prameny. Mezi faladže patří například al-Džanbi a al-Chili.
Tradičním zaměstnáním je tesařství spolu se zemědělstvím a chovem zvířat. Hlavními pěstovanými plodinami jsou ovocné plody, především datle a také indigo, zelenina a krmiva. Zdejší řemeslnická výroba zahrnuje výrobu z proutí, tkaní z palmových listů a výrobu stavebního materiálu a indiga.